# Ayase Ueda
Ayase Ueda (上田 綺世 Ueda Ayase?), född 28 augusti 1998 i Ibaraki prefektur, är en japansk fotbollsspelare som spelar för Cercle Brugge. Han har även spelat för det japanska landslaget.

## Klubbkarriär
Den 1 juli 2022 värvades Ueda av belgiska Cercle Brugge, där han skrev på ett fyraårskontrakt.

## Landslagskarriär
Ueda var en del av Japans trupp i Copa América 2019. I november 2022 blev han uttagen i Japans trupp till VM 2022.